# ويليام كيلي (فنان)
ويليام كيلي (بالإنجليزية: William Kelly)‏ هو فنان أمريكي، ولد في 1943.